# Huaca Huallamarca
La Huaca Huallamarca,, anciennement appelée Pan de Azúcar (le pain de sucre), est une construction préhispanique en forme de pyramide tronquée, située au cœur du quartier résidentiel de San Isidro, à Lima capitale du Pérou.
Le monument est attribué à une culture pré-inca inconnue et sa construction, sur l'une de leur principale implantation de la côte centrale péruvienne, date d'environ 200 av. J.-C. Le site est devenu un cimetière en 300 apr. J.-C. et contient des sépultures correspondant aux cultures ultérieures Lima, Huaura, Sicán, Chincha et Ichma (es).

## Toponymie
En Quechua, une « wak'a » ou huaca est un objet ou un lieu sacré, généralement un monument et Huallamarca, vient de « walla »  le peuple et de « marka » le village,.
Huallamarca est le nom que l'archéologue péruvien Julio C. Tello lui a donné dans les années 1930. Entre les districts actuels de Lince et Miraflores, il a appelé la zone entière « Wallamarka, ou Huallamarca » puisque les chroniqueurs coloniaux du XVIe siècle (publiés par Víctor Barriga) mentionnent l'existence de « terres de gualla » près de l'endroit où se trouve également la Huaca Pucllana.
Cependant, le nom Gualla semble limité uniquement à ce second site, par conséquent le nom de Huallamarca pour la pyramide de San Isidro pourrait être incorrect. 
Jusqu'au début du XXe siècle, le monument était appelé « pain de sucre » à cause de la forme de ses briques d'adobe qui ressemblent à un bonbon réputé alors à Lima.

## Histoire
Les premières informations sur Huallamarca correspondent à 1873, lorsque Thomas Hutchinson, un homme d'affaires intéressé par la culture, publie son livre « Deux ans au Pérou: Avec exploration de ses antiquités ». Il présente dans l'ouvrage une gravure du site archéologique avec un bâtiment en gradins sur deux niveaux avec des murs complets et une pente raide tout autour. 
Dans les années 1920, une large incision a été faite dans ses flancs pour permettre d'édifier une rampe vers son sommet, qui a été nivelé. 
En 1941, la municipalité de San Isidro a commencé la démolition, qui a été stoppée sur l'intervention du Conseil national d'archéologie. 
Les premières fouilles archéologiques ont été effectuées en 1942 et étaient à la charge de Julio C. Tello. L'archéologue péruvien affirme que la Huaca du pain de sucre fait partie du groupe archéologique appelé Wallamarca, qui comprend la Huaca Juliana (ou Pucllana), et les districts de Limatambo et de Santa Beatriz à Lima.
Dans les années 1950, le ministère du Développement et des Travaux publics a autorisé sa démolition afin d'ériger un parc public à sa place, mais ce nouveau projet a aussi été annulé. La Maison de la Culture du Pérou a commencé la réévaluation et la reconstruction de la pyramide, avec le patronage de Carlos Neuhaus Rizo Patrón, alors maire du district. 

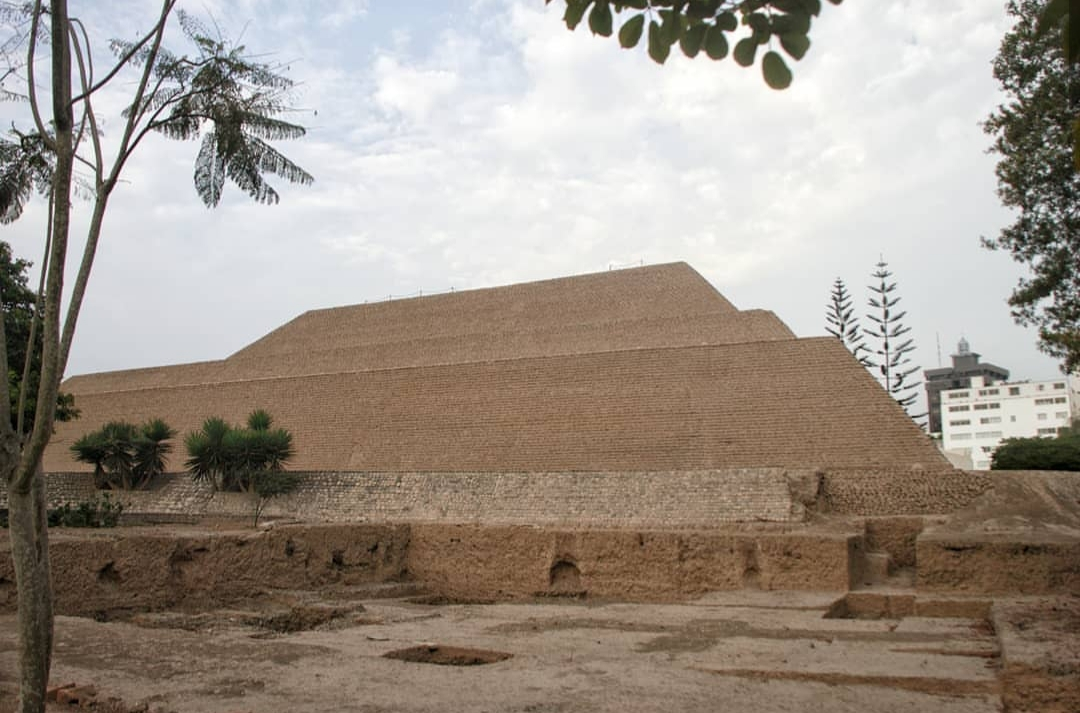
Vue latérale de la huaca Huallamarca.

En 1958 les travaux de restauration ont été confiés à Arturo Jiménez Borja (es) (1908-2000) un médecin passionné d'archéologie, qui avait déjà effectué des travaux similaires à Puruchuco. Avec Jorge Zegarra Galdós, ils ont fouillé le sommet de la pyramide où se trouvait un cimetière, dont 48 paquets funéraires ont été extraits, ce qui a favorisé la création du musée du site, l'un des premiers existant au Pérou. Grâce à cela, la municipalité de San Isidro a réussi à mener des travaux de conservation dans le but de préserver le site de la croissance urbaine alentour.  
En 1960, les travaux ont été achevés avec l'installation du musée du site qui abrite les restes et les artéfacts sauvés dans le lieu. 
Dans ses carnets de terrain, Zegarra décrit une grande quantité de petites briques d'adobe de forme conique - qu'il nomme « grains de maïs » - qui ont gardé les empreintes des paumes des mains des ouvriers. Ce mode de construction serait caractéristique d'une culture dite « Pinazo » dont on sait très peu de chose et qui aurait occupée la région de 100 av. J.-C. à 200 apr. J.-C. environ.

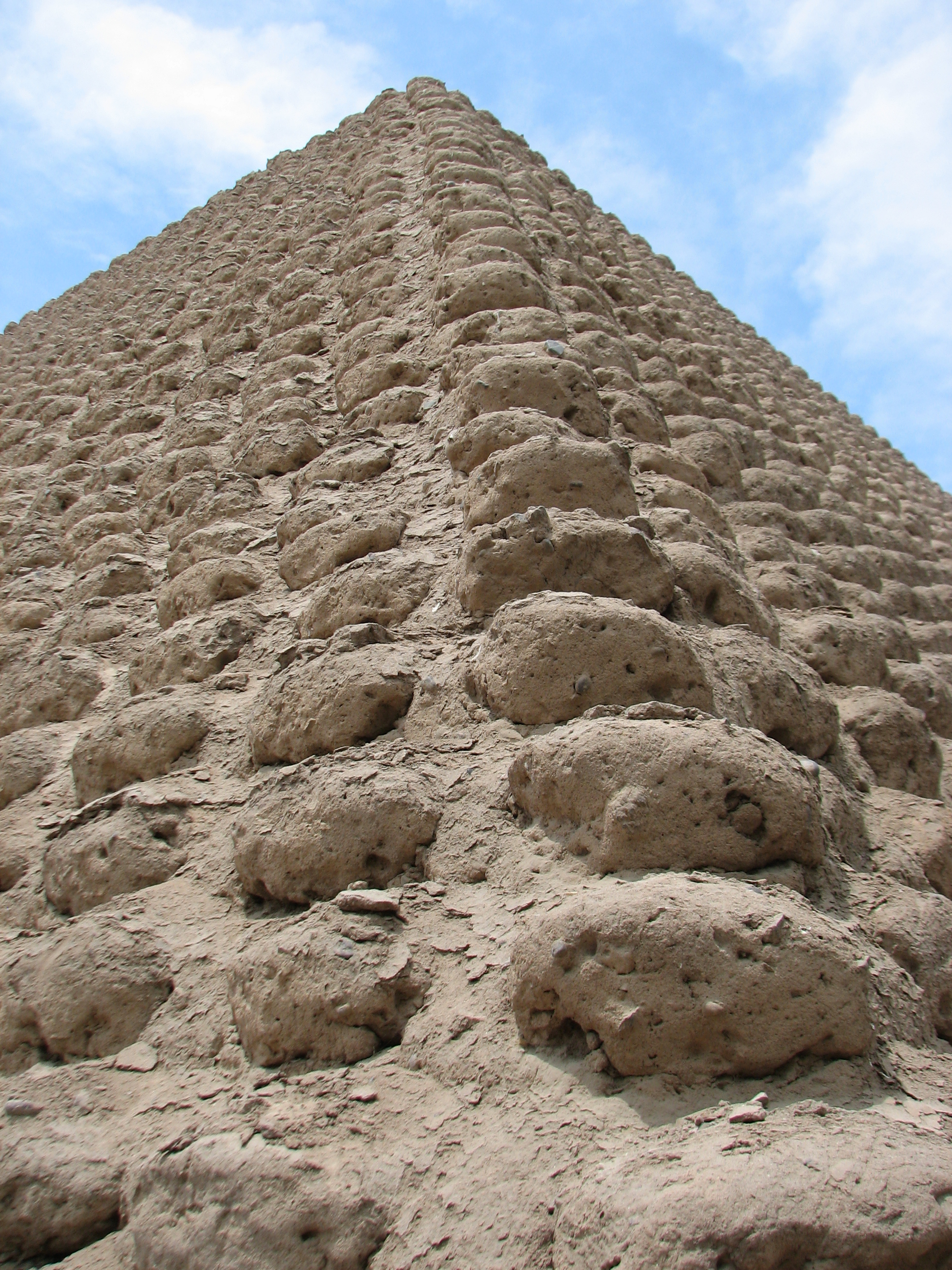
Briques d'adobe moulées à la main.

Ce détail a permis d'établir que la pyramide a été construite avant que la culture de Lima ne se développe dans la vallée de 100 à 700 apr. J.-C. et impose un autre style de construction. 
Huallamarca est contemporain d'autres cultures péruviennes importantes telles que la culture Vicús, Salinar, culture Topará (es) (nécropole de Paracas), la culture de Pucará (en), etc. La pyramide a ensuite été abandonnée et a été utilisée à profusion comme cimetière, jusqu'à l'époque des Incas.
À partir de 1991, Neuhaus Rizo Patrón, occupant pour la deuxième fois le bureau du maire du district, a promu de nouvelles enquêtes et des travaux de nettoyage sur le site.
C'est ainsi qu'entre 1991 et 1992, trois saisons de fouilles archéologiques ont été menées par l'archéologue Clide Maria Valladolid Huaman, dans le cadre d'un accord entre la Municipalité de San Isidro, le Musée de la Nation et l'Institut national de la culture (INC).

## Description
Au XIXe siècle, l'édifice a été visité par de nombreux voyageurs, car il était célèbre pour ses sépultures riches en céramique et en objets de métal. Selon des références anciennes, c'était un ovale qui mesurait 125 m de long sur 76 m de large et sa forme était conique, c'est pourquoi il était appelé «Pain de Sucre». 
Le huaca ou centre cérémoniel mesure aujourd'hui à sa base 85 m de long sur 67 m de large et 20 m de haut. Il a la forme d'une pyramide tronquée, avec trois plates-formes superposées et une rampe de 9 m de large à l'avant, qui mène au sommet. Cette rampe d'accès qui n'existait pas à l'origine est une création de l'équipe de restauration.  
Les fouilles effectuées au cours des années 1990 ont révélé une série de constructions pyramidales se chevauchant ont été trouvées au sommet desquelles se trouvaient des enceintes reliées à des passages et des escaliers aux murs peints en jaune.

### Céramique
La plus ancienne poterie trouvée à Huallamarca appartient au style Pinazo, qui se caractérise par son ton monochrome et par ses bouteilles à double bec et ses poignées en pont. 

La plus récente correspond au style appelé Ychsma. Entre ses deux traditions, les styles de Lima tardif, du Moyen-Sicán, de Huaura, de Chincha et de Chancay sont entremêlés. De grandes jarres sans col de style inca ont été trouvées associées à des structures simples à usage domestique.

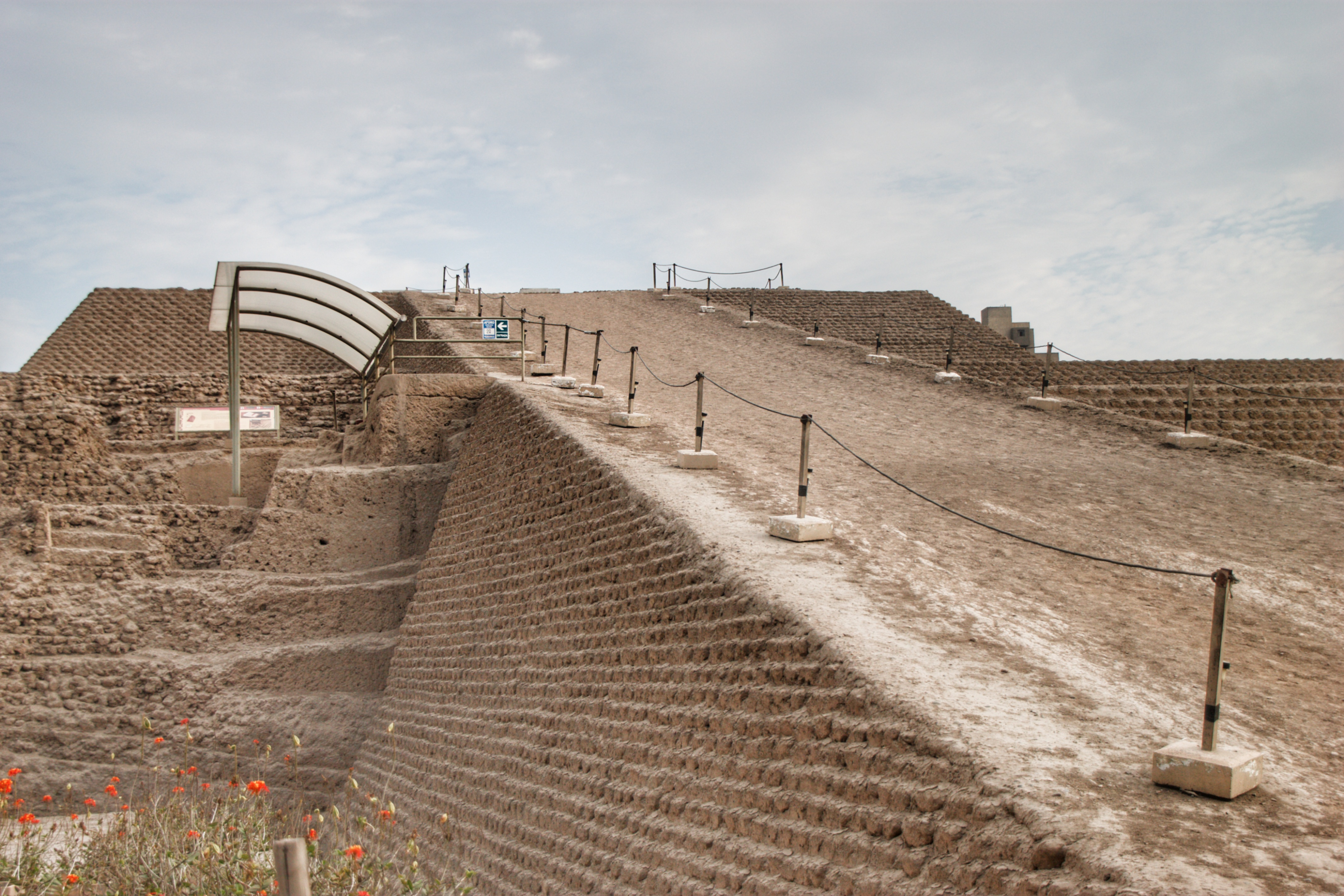
La rampe n'est pas d'origine.

### Fonction du site
Le bâtiment était utilisé par une population de la basse vallée du Rímac à des fins cérémonielles, administratives, politiques et sociales. 
Les objets qui accompagnent les tombes trouvées à Huallamarca indiquent que ces familles avaient un mode de vie simple et laborieux. Il n'y a aucun signe de sacrifices humains et aucune arme n'a été trouvée. 
Par contre, il y avait une multitude d'outils agricoles, des morceaux de tissu de coton, des paniers à coudre remplis d'outils de filature, des nattes décorées, des pots en céramique, des jouets pour enfants et des instruments de musique.

### Musée
Dans les années 1950, la pyramide a été reconstruite par Arturo Jiménez Borja et en août 1960, le musée du site de Huacamarca a été inauguré, au 201 rue Nicolás de Rivera, au coin de l'avenue El Rosario dans le quartier de San Isidro.